# Jim Dunn
Pour les articles homonymes, voir Jim Dunn (homonymie) et Dunn.
James Christopher Dunn dit Jim Dunn ou Sunny Jim, né en 1865 à Marshalltown (États-Unis) et mort le 9 juin 1922 à Marshalltown, est un homme d'affaires américain. Il fut propriétaire de l'équipe de baseball des Cleveland Indians de 1916 jusqu'à sa mort.

## Biographie
Jim Dunn possède la société Dunn & McCarthy spécialisée dans les chantiers de chemins de fer.
Il fait l'acquisition de l'équipe le 21 février 1916 (500 000 $) à la suite de la ruine du propriétaire précédent, Charles Somers. Dunn reste en poste jusqu'à son décès en 1922. Dès son arrivée à la tête du club, il débourse $50.000 pour recruter Tris Speaker qui évolue alors chez les Red Sox de Boston. Durant cette période, les Indians remportent les World Series en 1920.
Peu familier au milieu du sport professionnel, Jim Dunn se fait directement conseiller par Ban Johnson qui l'a vivement impliqué dans le rachat du club de baseball. Ban Johnson place également Bob McRoy pour diriger l'équipe et libérer Jim Dunn de cette tâche. En 19920, le stade League Park est renommé Dunn Field en hommage à Jim Dunn.
Après son décès, les Indians sont gérés par sa femme (la première femme propriétaire d'un club de baseball) et son vice-président Ernest Barnard. Le club est vendu le 17 novembre 1927 à un groupe d'investisseurs emmené par Alva Bradley pour un million de dollars. Le stade League Park retrouve alors son nom d'origine,.